# Klein Vrystaat

Bandeira de Klein Vrystaat (similar à do Transvaal)

Klein Vrystaat (em africâner:  Pequeno Estado Livre) foi uma república Boer efémera localizada na atual África do Sul.

## História deKlein Vrystaat
Por volta de 1876, um grupo de bôeres vivia em terras compradas ao rei Swazi Mbandzeni. Em 1886, um governo formal foi formado, seguindo-se a adoção de um Constituição. Este estado existiu até 1891, quando foi incorporada na República Sul-Africana.
Klein Vrystaat foi principalmente uma comunidade de europeus (em grande parte Afrikaner), situado em terras de propriedade Swazi ao longo da fronteira sudoeste do reino Swazi com o Transvaal, que foi concedida em 1877 por Mbandzeni a dois caçadores, Joachim Johannes Ferreira e Frans Ignatius Maritz. A terra consistia de cerca de 15.000 hectares a nordeste da cidade atual de Piet Retief, Mpumalanga. O que Mbandzeni pensava era que o que havia concessionado seria utilizado como pastagem, mas Ferreira e Maritz abriram o território para colonização e subdividiram o território em pequenas propriedades. Posteriormente Mbandzeni deu-lhes permissão para formar o sua próprio autogoverno, o que levou ao estabelecimento de um governo local, composto por um presidente e um conselho, com sua a sua própria constituição e leis.
Em 1886, os colonos declararam a sua independência como Pequeno Estado Livre e foram capazes de rechaçar as tentativas tímidas de Mbandzeni para expulsá-los, alegando que eles haviam ultrapassado o mandato acordado. Em 1888, Ferreira e Maritz solicitaram à República Sul-Africana que incorporasse o seu estado recém-criado no território do Transvaal, alegando que Mbandzeni havia renunciado à sua autoridade sobre eles. Nessa altura, Mbandzeni reafirmou sua soberania sobre o território e exigiu um pagamento de renda anual de 21 libras, mas já seria tarde demais. Pelos termos da primeira Convenção da Suazilândia (1890), o Pequeno Estado Livre foi incorporado na República Sul-Africana, com o acordo dos britânicos.